# Galacho de Juslibol

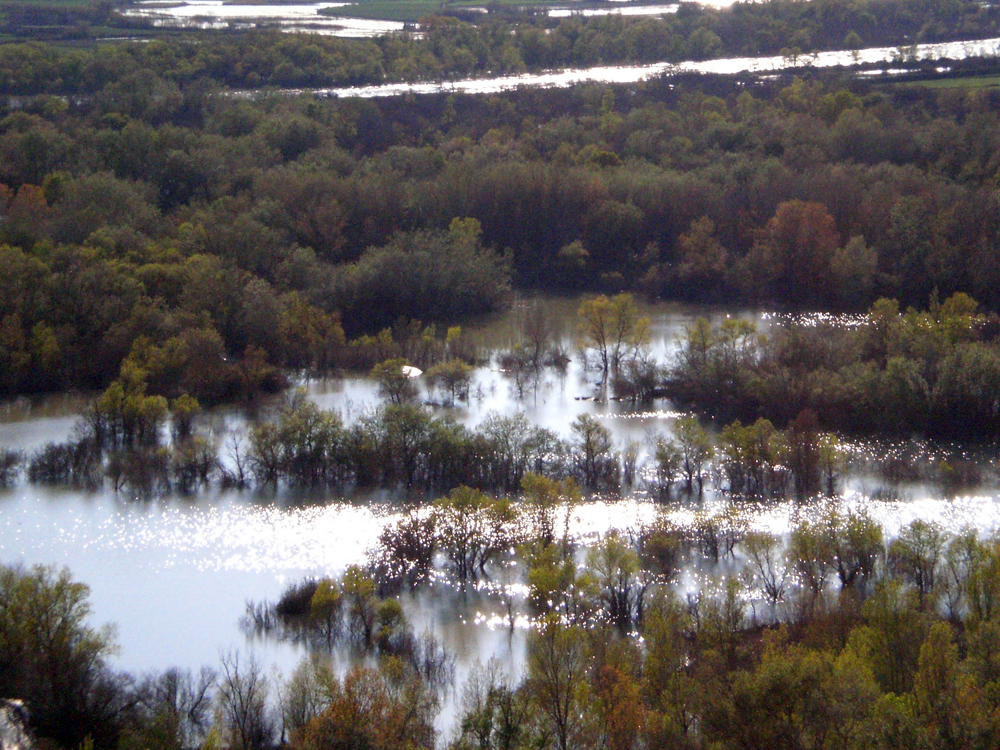
Galacho de Juslibol inundado en una crecida del Ebro.

El Galacho de Juslibol  es un espacio natural situado sobre un acuífero del río Ebro, a dos kilómetros del barrio rural de Juslibol, en el término municipal de Zaragoza (España). Se sitúa en el margen izquierdo de dicho río, cuatro kilómetros aguas arriba de la capital aragonesa. Es reconocido como un lugar de Interés geológico y Humedal Singular de Aragón.
El núcleo del espacio es el bosque en galería del galacho o meandro abandonado del Ebro, formado el 2 de enero de 1961 producto de la mayor avenida del Ebro en el siglo XX (4130 m³/s de caudal, unas 16 veces el valor medio). Fue el último galacho del Ebro en formarse. Es conocido popularmente como "los galachos".

## Situación geográfica

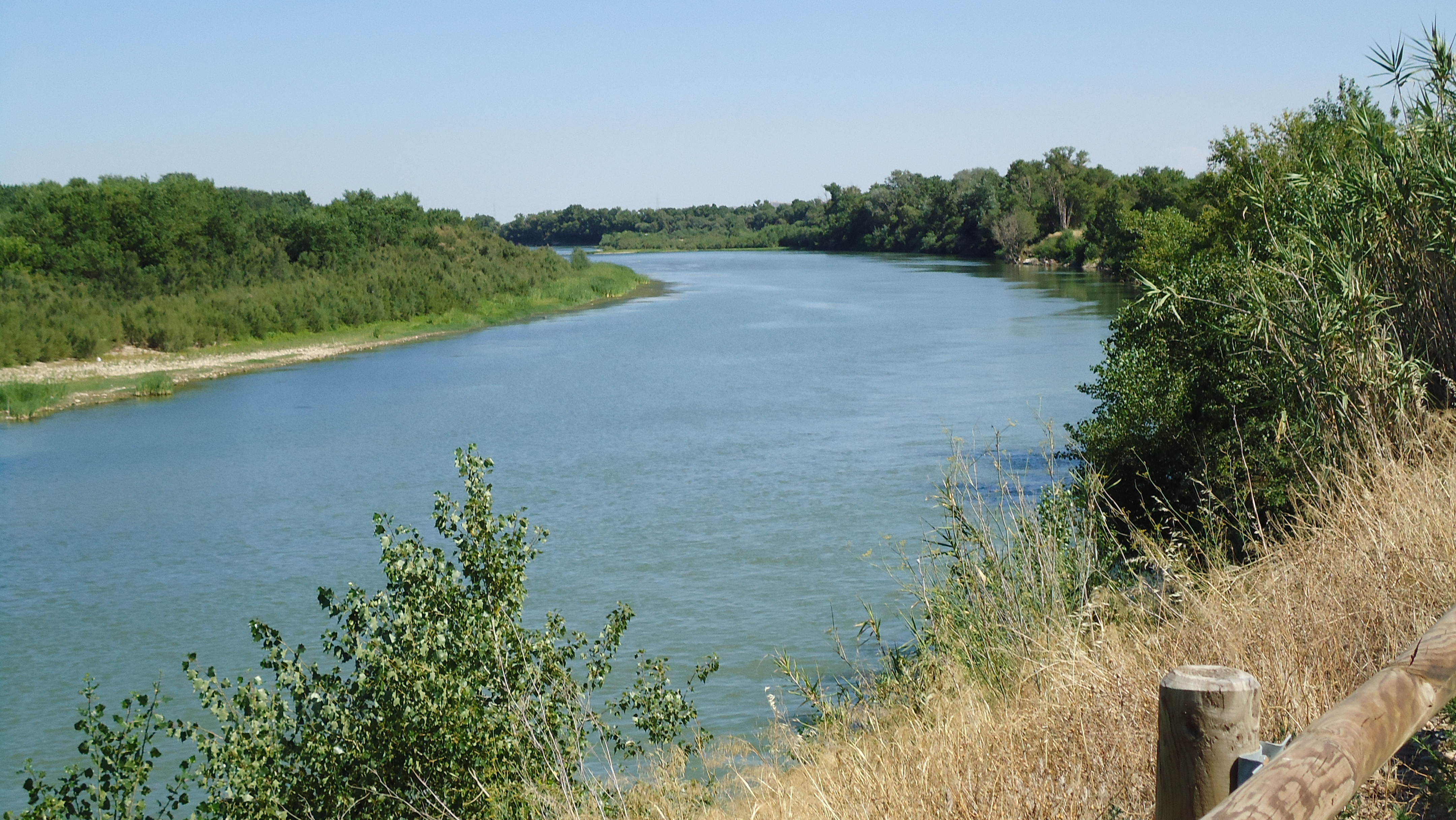
Tramo del río Ebro en el parque natural.

El galacho se encuentra entre el actual curso del Ebro y el escarpe de yesos, en la denominada llanura de inundación de cauce divagante.
Por el noreste linda con el campo de maniobras de San Gregorio, perteneciente al Ejército de Tierra de España y a la Academia General Militar. Por el suroeste linda con los terrenos de acceso restringido del Cuartel del Regimiento de Pontoneros y Especialidades de Ingenieros n.º 12 situado en Monzalbarba. Ambas áreas militares son zonas vedadas al pastoreo y a los cultivos, en estado natural desde hace bastantes décadas, y habitualmente sin transeúntes que perturben a la fauna. Esto ha permitido que una fauna y flora, más rica que la encontrada en las zonas cultivadas limítrofes, se extienda al Parque Natural del galacho. Al sur están los cultivos agrícolas del barrio rural de Juslibol, y al norte comunica con los cultivos del barrio rural de Alfocea y el Castillo de Miranda. Desde allí, a través de barrancos y los montes de El Castellar, comunica prácticamente hasta Navarra y La Rioja.
El Ebro transcurre con la orilla derecha al suroeste y la orilla izquierda al noreste. Al sur del río se extiende a lo lejos la cordillera Ibérica, de la que es más visible el Moncayo. El noreste es una zona esteparia en la que desaguan numerosos torrentes tras las lluvias tormentosas. En las aledañas tierras altas crecen pinos, y hay matorrales de enebros, sabinas, coscoja, boj, olivos, almendros y jaras.
El territorio se organiza ligeramente basculado en dirección suroeste. Las altas temperaturas, la escasez y el marcado carácter estacional de las lluvias, más frecuentes en otoño e invierno, hacen que no existan manantiales o arroyos permanentes durante todo del año. Las cuencas fluviales son torrentes tributarios del Ebro y se corresponden con las conocidas como subtropicales mediterráneas. Estas son caracterizadas por cursos cortos y de pendiente considerable, cuyo cauce permanece seco durante varios años, con la excepción del arroyo del barranco de Miranda.
El rasgo más relevante son las bajas precipitaciones (entre 300 y 400 mm/anuales), que además se reparten de forma escasa e irregular, lo que lleva a esta zona a ser la segunda más árida de la península ibérica y de Europa, tras el sureste español. El clima es de carácter Mediterráneo continental. El mes más frío es enero, seguido por diciembre y febrero, y el más caluroso es julio, seguido de agosto. La diferencia de temperaturas entre verano e invierno es extrema, acentuada por la insolación y el viento. La topografía y la masa forestal constituyen los factores modificadores del tipo de clima dominante. Las laderas y el piedemonte del escarpe alcanzan durante el día altas temperaturas y concentraciones de calor en comparación con zonas limítrofes, lo que proporciona condiciones propicias para especies heliófilas y de origen africano. En verano las elevadas temperaturas contrastan con las umbrías del bosque de ribera mucho más frías y húmedas. Es el acuífero fluvial el que crea unas condiciones ecológicas que no se corresponden con las climáticas, permitiendo que especies de clima oceánico estén presentes en un área mediterránea.

## Características generales

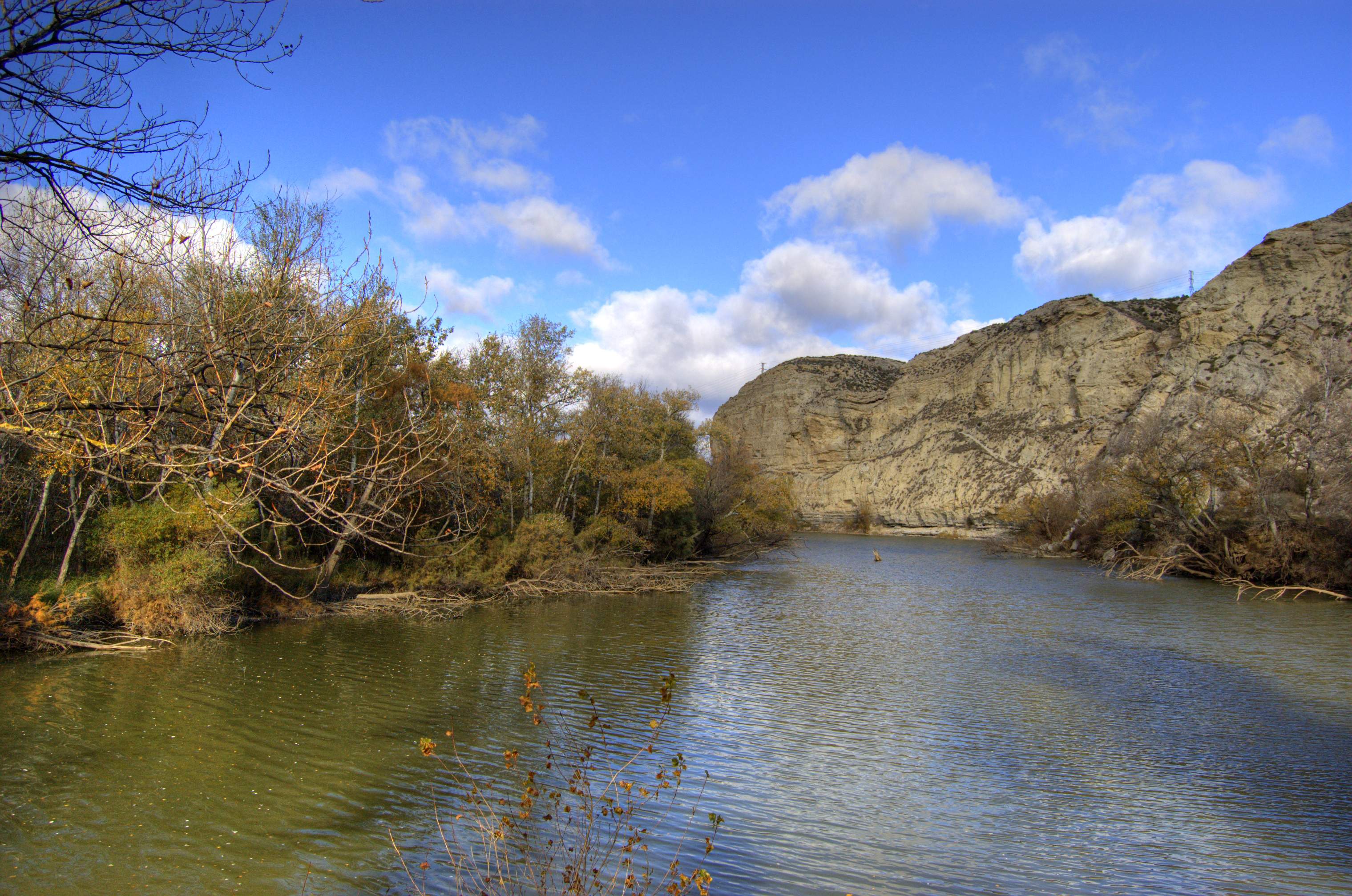
Laguna del Cortado, antiguo meandro.

El área protegida supone unas 100 ha. Comprende el terreno tanto dentro como fuera del antiguo meandro, así como porciones deslindadas alrededor de él, como el cortado situado junto al meandro y el tramo de monte, entre el cortado y el campo de maniobras del ejército. La zona esteparia protegida ofrece extraordinarias vistas del paisaje.
En 1998, el Ayuntamiento de Zaragoza decidió encargar al Departamento de Geografía y Ordenación Territorial de la Universidad de Zaragoza la elaboración del borrador de un Plan Especial de Protección. Se han construido algunos edificios como el Centro de Interpretación de la Naturaleza, que ofrece visitas guiadas para colegios y actividades de voluntariado para la repoblación de la zona. Así mismo, hay un servicio de mantenimiento y jardinería con sus almacenes y cobertizos, además de varias casetas de madera para la observación de aves.
La evolución natural de un galacho es la colmatación y relleno del mismo por aporte de sedimentos y colonización de la vegetación. En el caso del galacho de Juslibol, sufrió una alteración indebida y el empobrecimiento del hábitat por su aprovechamiento para leña, caza, pesca y pastoreo, el relleno por vertido de residuos y la suelta de especies animales alóctonas, sobre todo peces depredadores.
Antiguamente, los sotos eran más extensos y configuraban una Ripisilva donde era posible encontrar jabalíes, ciervos, zorros y otras especies que son actualmente poco habituales. Los retazos de soto mejor conservados en el galacho de Juslibol son aquellos espacios próximos al río, donde la condición del soto como empalizada protectora y fijador del terreno mediante raíces dificultaron el avance de los cultivos.
En el Valle del Ebro, las roturaciones para establecer tierras de cultivo durante los siglos pasados y el encauzamiento del río para el desarrollo de la agricultura intensiva a mediados del siglo XX fueron mermando los espacios vírgenes que ocupaban los sotos, extendiendo las áreas de cultivo casi hasta la orilla mismo. La "fiebre" del chopo, cultivo introducido masivamente con criterios productivistas para fabricar pasta de papel, trajo también consigo la retracción de estos espacios de gran valor ecológico.
En las décadas de los años 1940, 1950, 1960 y 1970, los últimos sotos extensos de la provincia de Zaragoza fueron talados y roturados para dar un acceso más fácil a maquinaria agrícola avanzada y más económica por parte de los agricultores. Desde 1967, las obras de canalización de los ríos españoles adquieren un ritmo acelerado. El 98% de los sotos existentes en el tramo ribereño, que va desde el casco urbano de la población de Remolinos a Zaragoza capital, ha desaparecido. La mayor parte del soto remanente es propiedad de la CHE o del Ejército de tierra, y es usado para maniobras. En el área actual ocupada por el Parque Natural, se encuentran extensos bancos de grava y arena muy poco fértiles y difíciles de roturar, donde no se puede dar una gran producción en las cosechas por la pobreza del terreno. Esta escasa fertilidad hizo que se usasen como prados para el pastoreo de ganado lanar, impidiendo el crecimiento de árboles o arbustos.
La zona más fértil del galacho de Juslibol, ocupada por ripario, se salvó de su roturación total al pertenecer a una empresa constituida por el empresario zaragozano C. Lobera, que adquirió las tierras para extraer grava, arenas y otros áridos. La rápida desaparición de los sotos limítrofes y su cercanía al campo de maniobras motivó a los técnicos de medio ambiente de la Diputación General de Aragón y del Ayuntamiento de Zaragoza a querer salvar los últimos restos del ecosistema, que había desaparecido en el Valle del Ebro. La sensibilidad medioambiental del propietario de los terrenos tuvo un papel fundamental, evitando la desaparición de colonias de aves nidificantes como el abejaruco y el avión zapador y la de las puestas de anfibios como el sapo corredor o el sapo común.

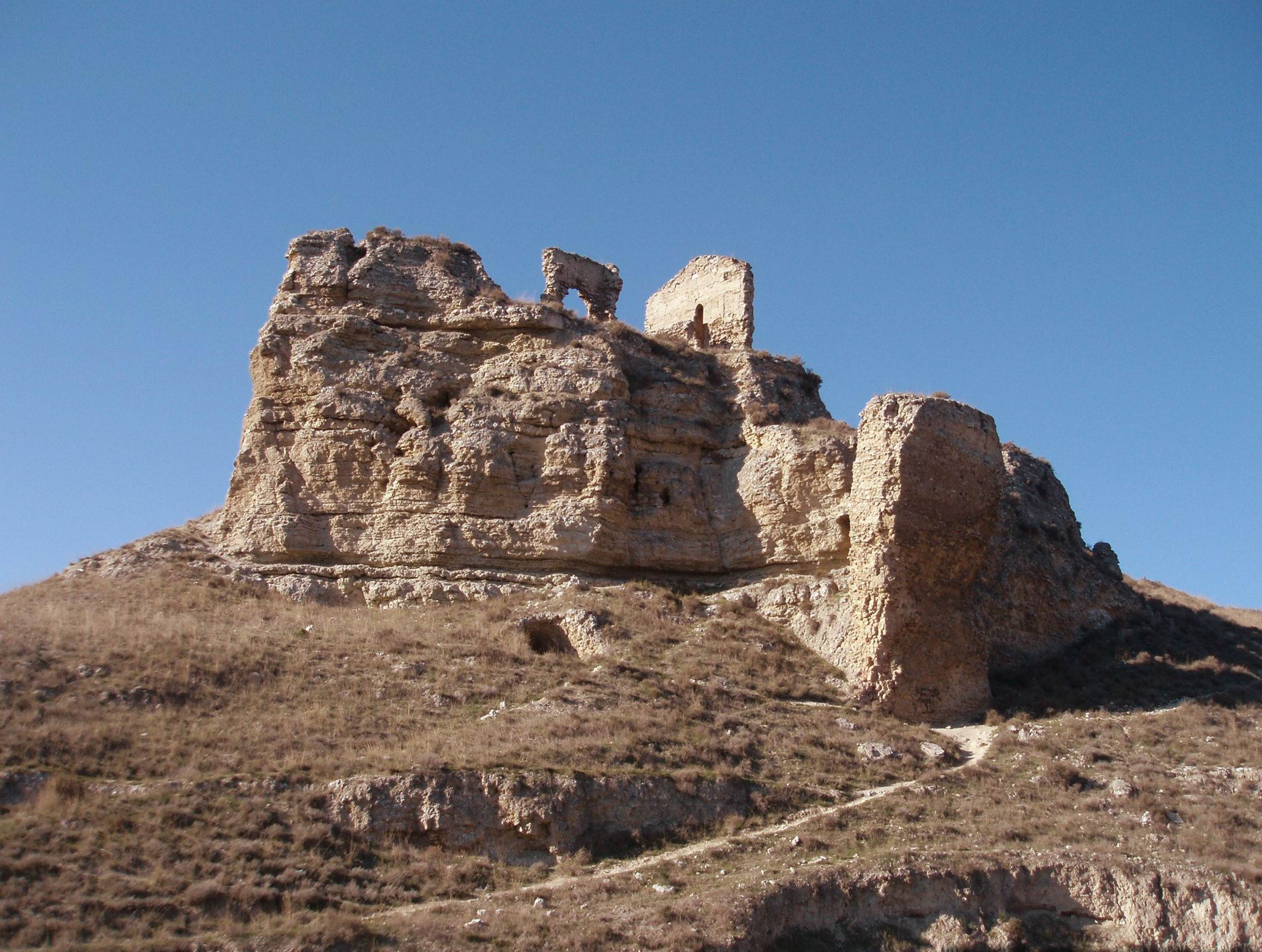
Ruinas del castillo de Miranda (Zaragoza), sobre el Galacho de Juslibol

La extracción de miles de metros cúbicos de grava es el origen de las actuales lagunas, que se ampliaron, excavando varios canales para formar isletas donde pueden nidificar las aves y no pueden cruzar tan fácilmente los visitantes. La existencia del azud artificial, hoy día casi invisible al haber quedado cubierto por arbolado, se debe a la necesidad de construir un muro de contención que sirviese para evitar la rápida colmatación del meandro muerto por los derrubios que aporta el arroyo salado, que desemboca a los pies de las ruinas del castillo de Miranda, procedente del "barranco de los Lecheros" situado en el terreno militar.
Posteriormente a la formación del galacho se excavaron grandes cavidades por la extracción de gravas y arena. Dichas cavidades permanecen inundadas, constituyendo varias lagunas de origen antrópico junto a pequeñas charcas estacionales dependientes del nivel freático y una laguna artificial elevada, realizada sobre una lámina plástica impermeable. Tanto el nivel del agua del galacho como el de las lagunas, excepto la antedicha, depende del nivel de agua del Ebro, ya que existe comunicación a través de las gravas de los depósitos aluviales del río.
En épocas de grandes crecidas, el agua del Ebro llega a penetrar directamente en el parque natural del galacho, convirtiéndolo en un único lago unido al río. Este fenómeno de inundación periódica, al ser las tierras más bajas del área respecto al cauce del río y el desaguadero del arroyo salado torrencial, conformaron su uso como balsa de contención de inundaciones y de escaso interés para los agricultores.
El cauce divagante, que constituye los terrenos donde se asienta el parque natural, se produce entre El Cortijo (Logroño) y la presa de Alforque (La Zaida) a lo largo de 346,5 km, en el que predomina el trazado Meandro del Ebro medio que discurre por la depresión del Ebro. Los cambios climáticos del Cuaternario junto con cambios recientes provocaron variaciones del régimen hidrodinámico del Ebro medio y la migración del cauce del Ebro hacia el norte. Esto se ha traducido en la ausencia de terrazas de nivel, características de la margen derecha del Ebro, y un escarpe muy pronunciado con forma de acantilado en su mayor parte, con un desnivel de 60 a 140 m y pendientes del 50% a verticales en los sectores en los que el Ebro discurría pegado a la pared.
El escarpe tiene un origen sedimentario evaporítico de anhidrita que en la superficie el agua se transforma en yeso. Hay depósitos de sal y otros minerales de origen evaporítico. La dinámica fluvial y el tiempo intervinieron socavando la base del cantil yesoso y transportando sus masas desprendidas, dejando el escarpe desnudo al limpiarlo del material de derrubios. Donde el río se alejó del escarpe, este presenta el cantil parcialmente fosilizado por un talud de detritos, integrado por limos y derrubios desplomados por la gravedad, que resbalan ladera abajo. Este fenómeno no se produjo a lo largo del cauce del arroyo salado, proveniente del Barranco de los Lecheros desde su antigua desembocadura al Ebro (al pie de las ruinas del Castillo de Miranda) hasta la población de Alfocea.
Los técnicos de la CHE, en colaboración con la oficina de medio ambiente de la Diputación General de Aragón, previeron los cambios a gran escala que se iban a producir en el cauce como resultado de las roturaciones y los rellenos de terrenos ribereños por particulares, ayuntamientos locales y empresas, principalmente para cultivos, pero también para otras actividades como viviendas, carreteras, polígonos industriales, etc., creando diques y muros de contención y otras obras de ingeniería en procesos locales. Por lo cual pidieron la puesta en funcionamiento de cauces alternativos, y en el caso particular de esta área, también desarrollaron planes de actuación en colaboración con el Ayuntamiento de Zaragoza dada la cercanía al casco urbano.
Algunas de las zonas tradicionales que el río anegaba, ya no estaban disponibles por más tiempo para almacenar el agua durante las grandes crecidas del río Ebro. Sin embargo las grandes avenidas seguirían produciéndose, debido al clima mediterráneo con sus típicas lluvias irregulares al que está sometido el río y su cuenca. Los embalses para regular el cauce no eran adecuados en las extensas zonas de torrentes que frecuentemente con las tormentas producen espectaculares aportes de agua y piedras cada 100 o 300 años. Se publicaron directivas de obligado cumplimiento para toda la cuenca y se instó la creación de una red de canales y "lagos de inundación" necesarios para evitar inundaciones no deseadas en zonas que nunca las habían tenido pero que ahora eran las partes más bajas del cauce y las que con mayor probabilidad se iban a inundar (cascos urbanos, cementerios, carreteras, etc). Este cauce de reserva para las avenidas se hizo al menor costo posible, aprovechando los "lagos de inundación" remanentes, como el galacho de Juslibol pero también otros terrenos ribereños como las zonas inundables del parque del agua en el meandro de Ranillas, el galacho de La Alfranca y otros. Estas tierras bajas tradicionales eran las últimas en ponerse en uso ya que eran áreas que quedaban sumergidas esporádicamente en cualquier época del año y las cosechas se arruinaban, siendo utilizadas desde antiguo para actividades compatibles con esa circunstancia, extracción de materiales, vertedero, pastoreo, cultivos forestales, etc.

## Ambiente, flora y fauna

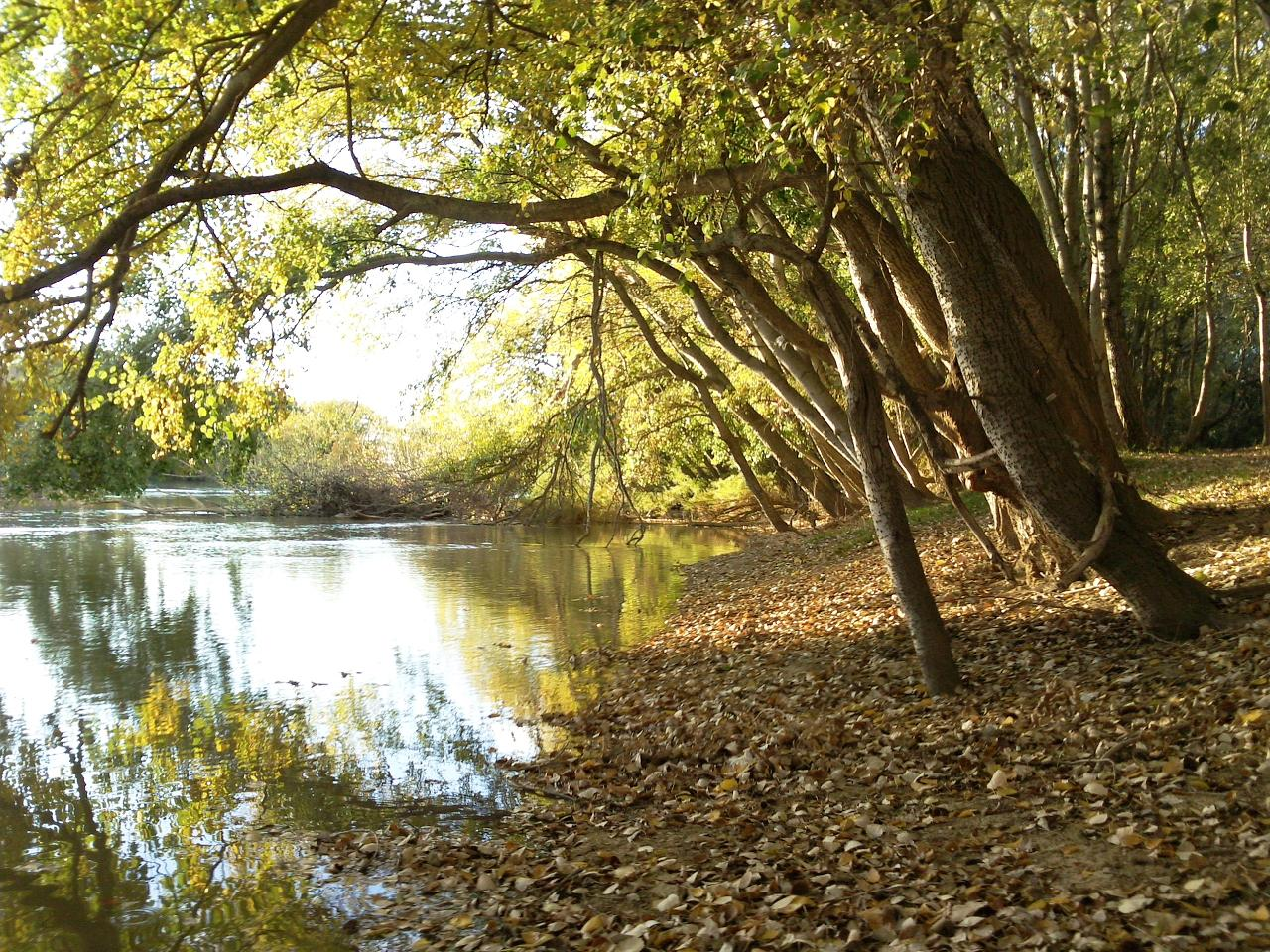
Aspecto de un soto en su estado natural.

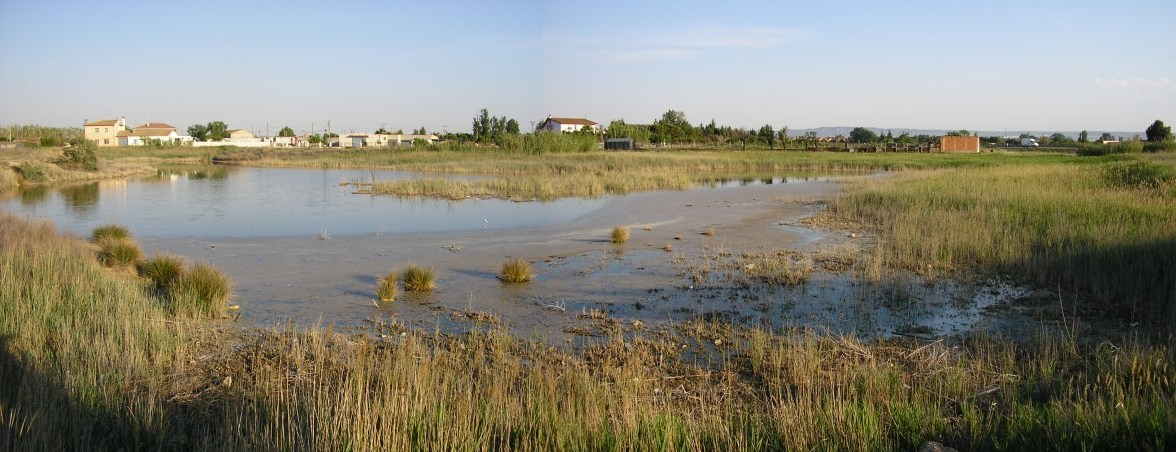
El Ojo del Cura, aunque situado fuera del parque a 6 km aguas arriba, en el término municipal Casetas, es una típica laguna de la misma naturaleza y con la misma vegetación que las del parque.

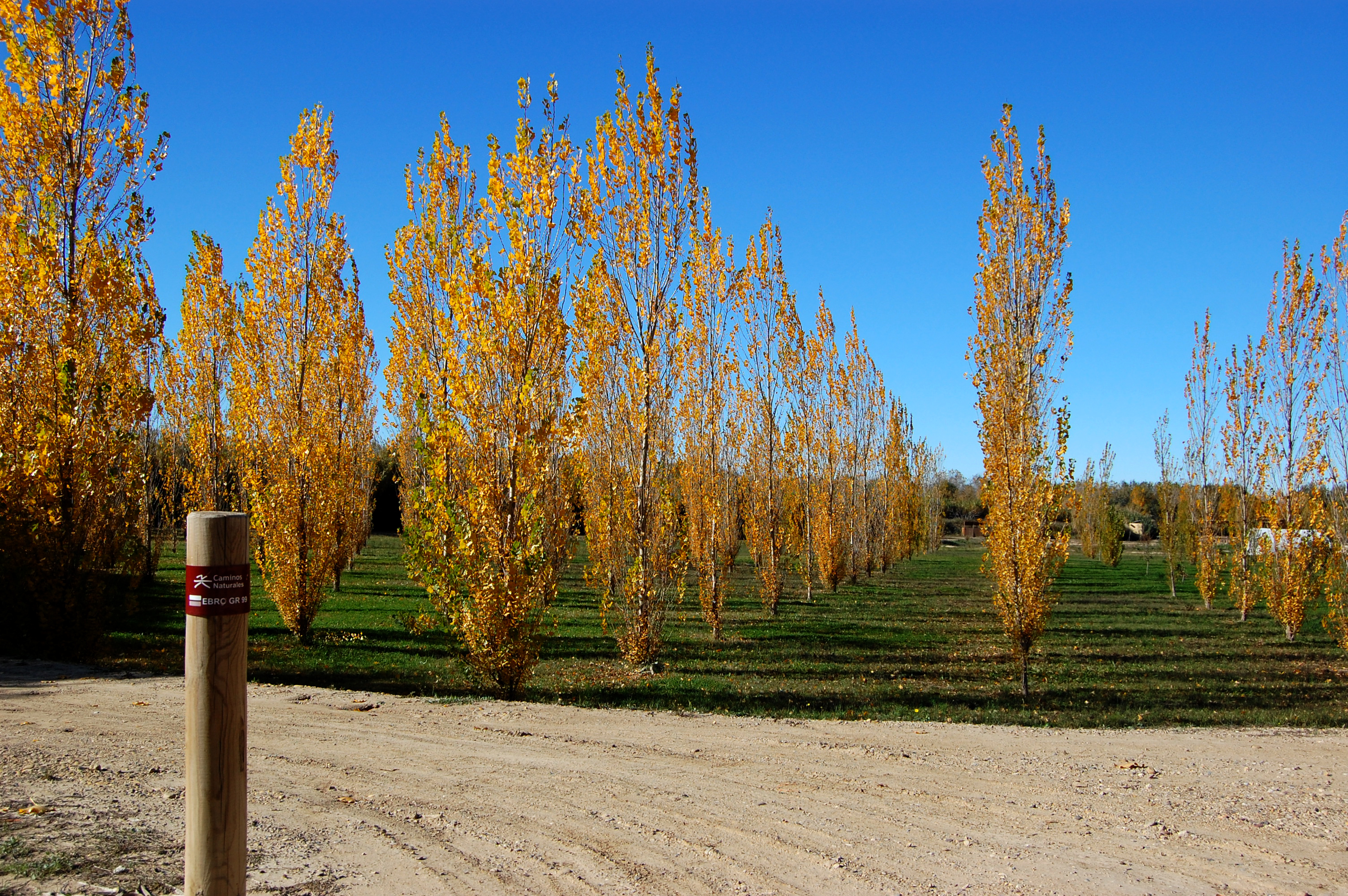
Área de recepción de visitantes, sombreada con chopos alineados, ocupada antes por cultivos de alfalfa y melocotoneros.

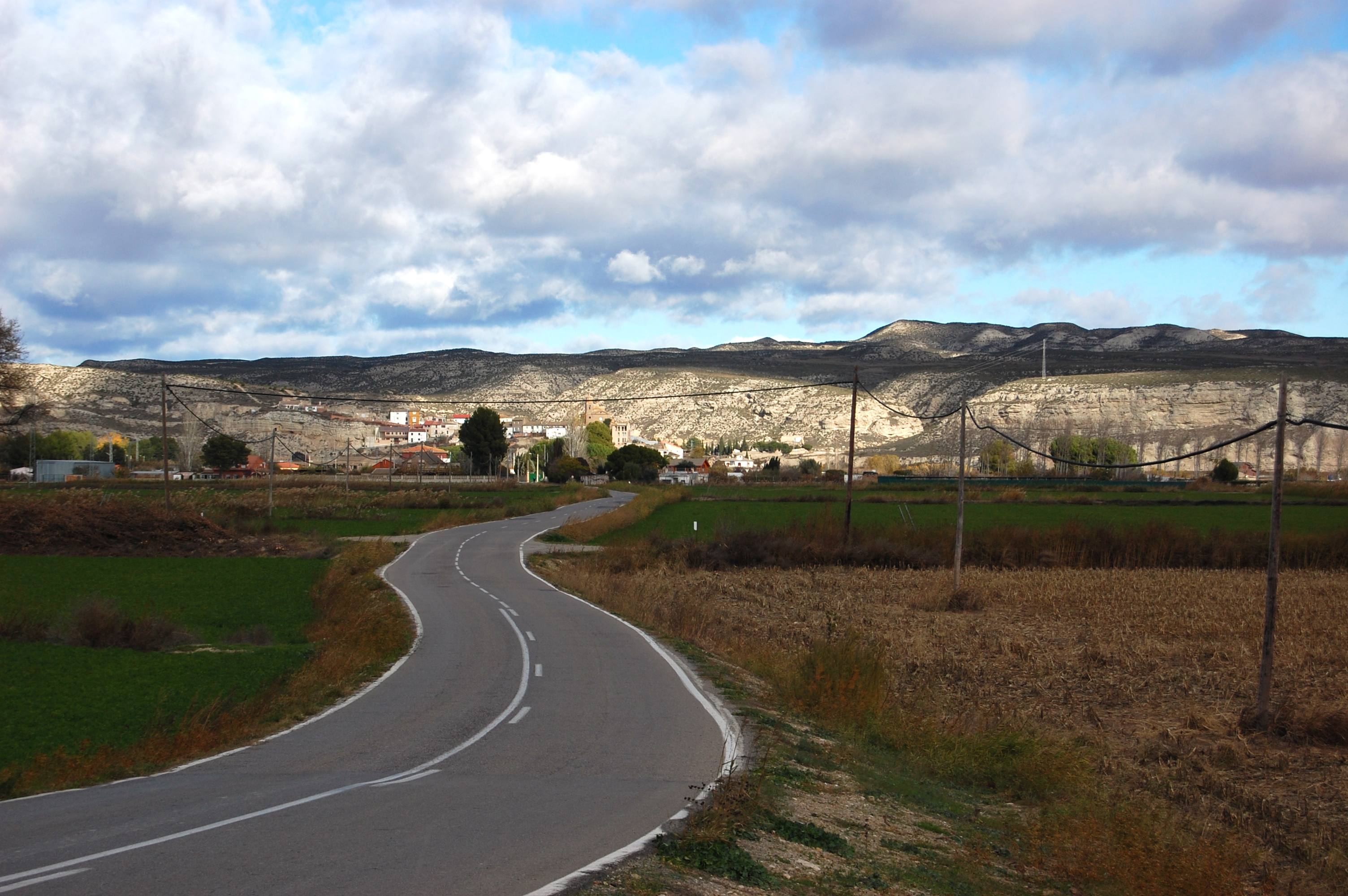
Cultivos agrícolas del barrio rural de Alfocea con el monte perteneciente al Campo de Maniobras, al fondo. El Galacho se sitúa a la derecha de la foto.

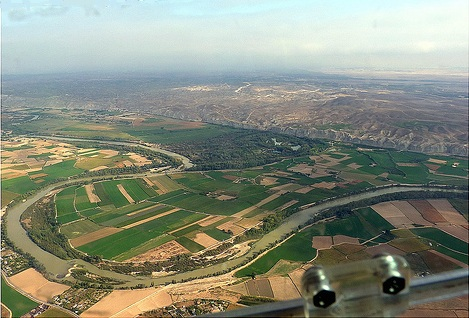
Vista aérea desde el sur del meandro donde se engloba.

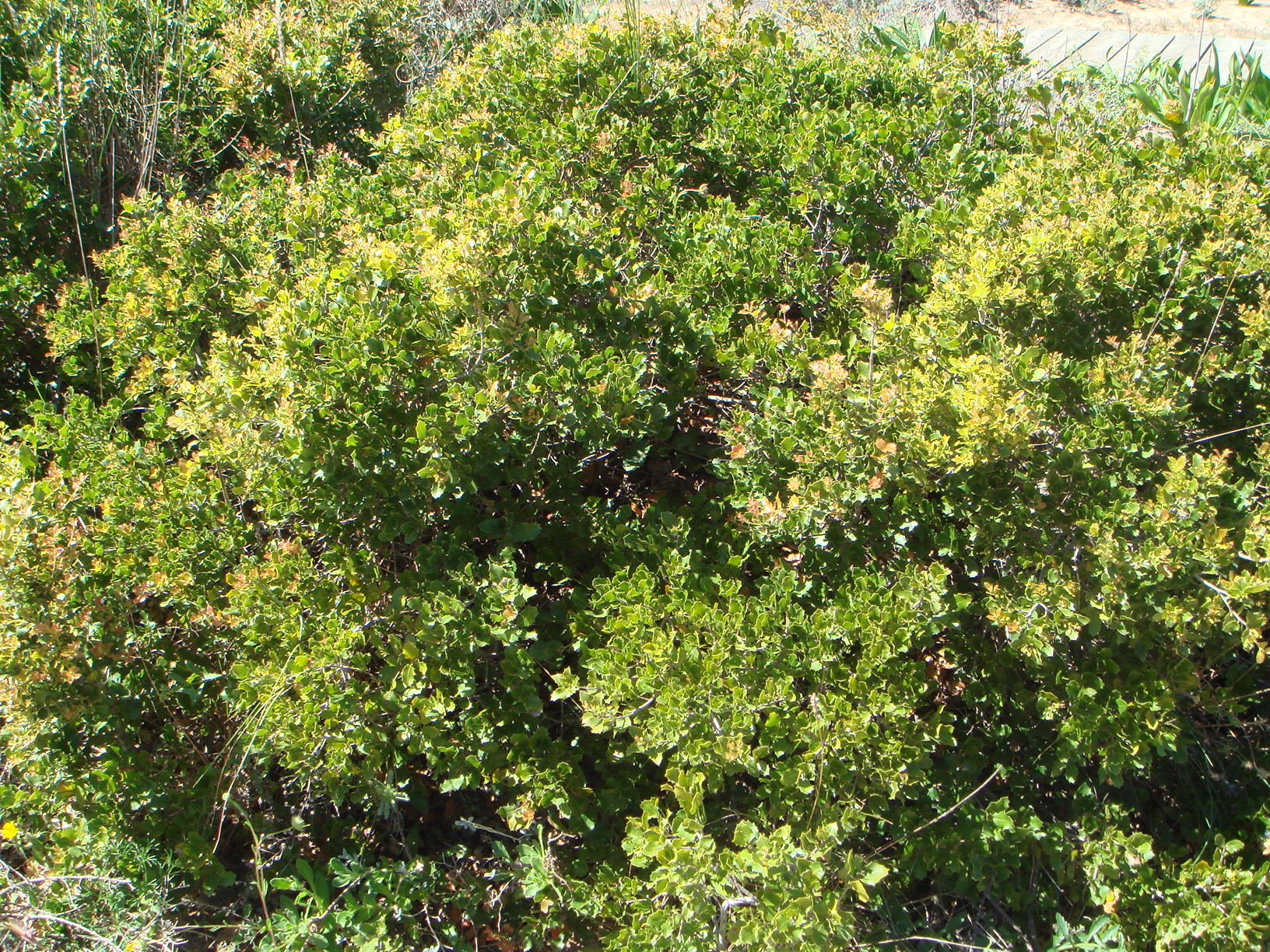
Quercus coccifera (chaparro).

Galacho de Juslibol es un complejo de comunidades vegetales se distribuyen de acuerdo con la dependencia a los niveles freáticos o la resistencia a los efectos de las avenidas: pastizales, sotos y partinchas, además de comunidades esteparias y de transición en las zonas más áridas. La vegetación natural no ribereña está formada por comunidades vegetales de chaparral y garriga xerófilas y capaces de soportar las extremas condiciones climatológicas y las diferentes litologías, tales como la presencia de gravas (litosuelo), calcita, yesos y sal en gran parte del territorio.
Las acciones humanas de uso del territorio y de agricultura tradicional han sido más desastrosas por cuanto el clima hace que la regeneración de la vida vegetal sea lenta. Dependiendo de la degradación de las comunidades, se puede notar la falta de especies muy características. Se han efectuado algunas actuaciones para recuperar terrenos desertizados y degradados, como reforestación y reintroducción de especies desaparecidas que se han extinguido localmente.
La vegetación clímax preponderante fuera de la zona influida por el acuífero de agua dulce, está compuesta por plantas xerófilas mediterráneas con numerosos endemismos, es decir la mayor parte de las zonas esteparias, e incluso buena parte del número de especies en las zonas de transición entre el área mediterránea seca a las zonas salinas, las zonas yeseras, y las zonas de agua subterránea dulce, salada o más o menos salobre.
Pastos estacionales de gramíneas de áreas secas, plantas que forman bulbos o arbustos espinosos siempre verdes, enfrentan la sequía estival y el periodo de latencia invernal en el bioma comúnmente conocido como chaparral (por la especie típica Quercus coccifera o chaparro) en su mayor parte degradado actualmente a romerales, tomillares o aliagares. Las zonas más expuestas al viento y el fuego eran ocupadas por estepas y espartales de albardín o especies afines de pastos de gramíneas y bulbosas como asfódelos, orquídeas, gladiolos, liliáceas (cólquicos, crocos, nazarenos), amarilidáceas (narcisos, ajos silvestres), apiáceas (ammi, férula, entre otros). Las zonas de inversión térmica estaban característicamente ocupadas, como en el resto del Valle del Ebro, por enebros y sabinas. Los mencionados biomas salinos y yesíferos tienen su propia vegetación específica, que en las zonas de tránsito con otros biomas se entremezclan con las otras comunidades vegetales. Ejemplos muy visibles, por su tamaño, son los carrizos y los tamarices, aun cuando numerosas especies más características, indicadoras de la naturaleza del suelo, de espartinas, barrilleras, o salicornias son abundantes. También existen algunos prados húmedos, con especies pratenses húmedas como gramíneas de gran porte y herbáceas de clima atlántico, más propias de la costa cantábrica.
La presencia de 350 especies botánicas raras existentes en la parcela de 100 hectáreas, lanzó advertencias de los científicos respecto a la necesidad de preservar este rincón de frágil flora natural. Distintos organismos han llevado a cabo censos de especies tras los sucesivos descubrimientos de especies muy raras en estos terrenos. Por ejemplo, Aegosoma scabricorne es una especie de escarabajo que existe solamente en sotos extensos. Su larva se alimenta de la madera de diversas especies de árboles frondosos (olmos, chopos, álamos, sauces, etc) viejos, enfermos, heridos o muy deteriorados. Desde que tras las inspecciones realizadas en los años 60, cuando se formó el galacho, se descubrieran varias especies raras, se pidió protección para la parcela y se contempló la posibilidad de permutar estos terrenos privados por otros públicos para evitar el arrasado del ecosistema de soto y pastizal no descrito por la ciencia en aquel entonces, y con algunas especies únicas a nivel mundial.
La existencia y protección del espacio natural se ha realizado para preservar la biodiversidad biológica, permitiendo que la conservación de los pastizales silvestres y demás fauna y flora única que una vez existieron extensamente, potencien el contacto con la naturaleza de grupos en formación como niños y ciudadanos para contemplar una flor, oler o tocar las plantas, ver como las abejas recogen el polen, etc. Está claro que estos bancos de biodiversidad son útiles como bancos botánicos de semillas de las poblaciones ibéricas del mediterráneo occidental con especies catalogadas como “sensible a la alteración de su hábitat”.
La vegetación asentada en los márgenes es un filtro que además de un destacado valor ecológico juega un importante papel de resistencia en las avenidas del Ebro constituidas por la energía de la corriente fluvial protegiendo los terrenos aledaños y dispersando flujos y sedimentos en caso de desbordamiento. En el pasado, en el cauce medio del Ebro, antes que el hombre interviniera destruyéndola, la vegetación de ribera tenía una función defensiva y de filtro natural. En el pasado, la vegetación ha fijado los materiales transportados por el río mediante la colonización de los sedimentos arrastrados por las crecidas y ha contribuido a crear el paisaje ribereño del Ebro medio, con la estabilización de márgenes e islas y la colmatación de meandros abandonados, todo ello cuando el elemento hidrológico lo permitía. Actualmente en la mayor parte del cauce, la defensa es hoy ejercida por costosas obras de ingeniería y la vegetación ribereña interviene únicamente como factor en procesos locales. los sotos han quedado como vegetación relicta en los "lagos de inundación", áreas no cultivables debido a que quedan sumergidas periódicamente y sirven para acumular el agua que desborda en algunas avenidas estacionales. También cubren reducidas áreas marginales, como la desembocadura del arroyo salado del Barranco Salado al oeste de Sobradiel que discurre por la margen izquierda en el campo de maniobras de San Gregorio.
Su situación geográfica entre las áreas restringidas del Campo de maniobras de San Gregorio y el cuartel de Ingenieros de Monzalbarba ha permitido la conservación de diversas especies vegetales como Quercus coccifera, boj, laurel, hiedra ibérica, serbal común (Sorbus domestica), o el Acer monspessulanum. Y animales como la garduña, tejón, hurón, erizo, conejo, liebre, jabalí, topillo, rata de campo, ratón de campo, cigüeña blanca, varias especies de garza (consumidas en tiempos pasados), chorlitejo chico (Charadrius dubius) cormorán, gavilán, martinete, martín pescador, graja, cernícalo primilla y milano. El número de especies distintas de reptiles es muy alto y en su mayoría especies provenientes de la zona esteparia con aspecto de serpiente o serpientes, que se alimentan de invertebrados, peces o roedores: serpiente de alfalce o de escalera (Rhinechis scalaris), culebra acuática o viperina (Natrix maura), culebra lisa (Coronella girondica), bastarda (malpolon monspessulanus), cogullada (Macroprotodon brevis), etc.
Entre las especies animales que viven en los galachos se hallan aves como el ratonero, picaraza, pito real, curruca capirotada y tordos; mamíferos como tejón común, zorro, gineta, musarañas, ratón triguero, ratón de campo, topino rojo, topillo, topo de agua y otros campañoles procedentes de la estepa.
En la protección que ofrecen las partanchas o juncales, se pueden encontrar el cormorán grande (Phalacrocorax carbo) ardeidas, como garza real, garza Imperial, garceta grande, y martinete común, son más comunes el ánade real y la gallineta común. En invierno duermen allí escribanos palustres, bisbitas, lavanderas y estorninos. También viven en los carrizales las ranas comunes. Muy escasos ejemplares de rana roja (Rana temporaria) han sido vistos en el pasado en las acequias y canales de riego donde el potamogeton crispus les ofrecía protección por su cobertura vegetal.
Destaca la vegetación ripícola, constituida por sotos de álamo blanco, chopo negro, fresno y olmo, junto con amplios carrizales y tamarizales. Hay ejemplares aislados y "chupones" en crecimiento de Sorbus domestica, vid, cerezo, ciruelo de Damasco, ciruelo Mirobalano, ciruelo mirabel (cascabeles), albaricoquero (albergero), melocotonero, almendro y manzano naturalizados o plantados antes de la expropiación, y nogales procedentes de nueces aportadas por el río. El almez, aligustre, endrino y olivo son dispersados por aves, cornejo macho repoblado y espino blanco tanto natural como de repoblación. Los escasos ejemplares de laurel son muy jóvenes no alcanzando todavía las dimensiones de un árbol en casi ningún caso y su presencia se debe a la dispersión efectuada por aves como la paloma torcaz o el tordo. Destacan también poblaciones dispersas de acebuche, chaparro, efedra, endrino, enebro, varias especies de esparragueras, varias especies de espino negro, palmito, pinus pinaster, zarzaparrilla, etc. Sin embargo las especies herbáceas y pratenses, estacionales y de pequeño porte son su mayor riqueza, ya que varias de las especies presentes son ahora raras o están extinguidas y con ellas las especies animales invertebradas que dependen de ellas: Coleópteros, como el escaso Buprestis sanguinea, con un llamativo dimorfismo sexual, ortópteros no voladores (chicharra Ephippigerida pantingana), lepidópteros, termitas, etc.
En el área kárstica del cortado y zonas limítrofes también se encuentran especies animales vertebradas e invertebradas asociadas a las oquedades que viven o se refugian en grietas y cuevas, sean naturales o de origen antrópico. Son más numerosos los invertebrados como coleópteros y hormiga león y especies de dípteros de hábitos similares a la hormiga león. Entre los vertebrados abundan los reptiles, los mamíferos predadores, las especies de murciélago, y aves como el avión roquero, el mochuelo, el autillo, la lechuza y los búhos. Los mochuelos son especialmente abundantes.

### Flora
Hay muchas especies distintas de gramíneas porque resistieron mejor los herbicidas. La distribución de las plantas dentro de los antiguos cultivos y en las zonas donde se siega también es diversa, quedando relegada la mayor diversidad de especies al cantil, a los márgenes y a los antiguos caminos, donde no les afecta tanto el laboreo y el pisoteo.
El número de las especies vegetales presentes es muy grande, siendo algunas muy características, entre ellas destacan: Alisma plantago-aquatica, Equisetum ramosissimum, Calystegia sepium, Camphorosma monspeliaca, Cyperus fuscus, Cyperus difformis, Cyperus flavescens, Echinochloa crus-galli, hierba azul, Polygonum persicaria, Polygonum lapathifolium, Xamthium strumarium, Paspalum paspalodes, Andryala ragusina, Lolium perenne, Mercurialis tomentosa, Scrophularia canina, Plantago sempervivens, Ononis natrix, Santolina rosmarinifolia, Lactuca serriola, ajo (Allium neapolitanum, Allium roseum), Alopecurus myosuroides, Amaranthus deflexus, Anagallis foemina, Arthrocnemun macrostachyum, Asparagus acutifolius, Arum italicum, Asphodelus albus, Beta vulgaris, Bulbocodium vernum, Calendula arvensis, Centaurea scabiosa, Dipsacus fullonum, Ecballium elaterium, Ephedra altissima, Globularia alypum, Iris lutescens, Malva sylvestris, Muscari comosum, Narcissus papyraceus, Osyris alba, Cladium mariscus, Scirpus holoschoenus, Scirpus palustris, Scirpus lacustris, Scirpus mucronatus, Juncus acutus, Juncus subulatus, Juncus gerardi, Juncus inflexus, Trifolium fragiferum, Cynodon dactylon, dos especies de tamariz, Tamarix gallicum (tamariz) y Tamarix africana (taray).
El parque natural tiene varias comunidades diferenciadas por su vegetación, que cambian según el grado de madurez o el grado de recuperación.
El "soto" o bosque, es la vegetación típica que cubre el galacho en su mayor parte. Soto es palabra de origen aragonés procedente del latín "saltus" que define los términos científicos de ripisilva, bosque-galería, bosque aluvial, bosque ripícola, bosque de ribera, etc., constituidos por formaciones vegetales higrofíticas de porte arbóreo. En el caso de la vegetación existente en la actual área protegida, desde mitad del siglo pasado se ha perdido en torno al 60 por ciento, fundamentalmente debido al pastoreo, la roturación y la puesta en cultivo para sembrar alfalce (alfalfa) y panizo (maíz). Aunque ambas actividades están prohibidas, la regeneración natural no ha podido todavía cubrirlas. Aparte de las otras leñosas ya mencionadas, son típicos el álamo temblón (Populus tremula), los olmos (Ulmus minor), sauces (Salix alba, Salix atrocinerea, Salix purpurea y Salix eleagnos) y los fresnos (Fraxinus angustifolia, Fraxinus excelsior). La total ausencia de Alisos se debe al hecho que la especie se había extinguido en el área y zonas limítrofes anteriormente a la declaración de Parque Natural protegido. Ribereño al Ebro y al sur de Zaragoza, en las inmediaciones de La Cartuja Baja, se encuentra la única población de alisos todavía existente en la provincia, aunque no están en ningún espacio protegido. Debido a varios factores, como el efecto regulador de la humedad, el efecto pantalla frente al viento, y la sombra que produce el arbolado, el bosque tiene unas temperaturas más suaves en cualquier época del año que las zonas deforestadas limítrofes y produce un hábitat para especies que no pueden sobrevivir fuera del bosque en las inmediaciones de Zaragoza. En verano, bajo la umbría del bosque de ribera, la temperatura es hasta 5 °C menor que fuera de ella.
La "comunidad acuática", entendida como el ecosistema de distintas plantas sumergidas y flotantes. Las masas de agua son muy distintas unas de otras, en su salinidad, turbidez y profundidad. Son aguas periódicas o permanentes, estancadas o corrientes que pueden ser de agua dulce o salada. La masa de agua más importante por su tamaño es el antiguo meandro pantanoso de aguas estancadas y poco profundas sujeto a enormes variaciones estacionales que lo pueden convertir en un lago, en el cual crece una vegetación acuática estable. Las cianobacterianas prosperan en las charcas dulces estancadas. En las pozas y charcas salinas, que alcanzan mayor temperatura en verano, destacan las algas rojas, sin embargo las plantas o algas acuáticas más importantes en este ecosistema son las de agua dulce, entre las plantas pluricelulares subacuáticas destacan las ceratofiláceas, las milenramas, las potamogetonáceas (sobre todo Potamogeton crispus) y las algas filamentosas Chlorophytas y Charophytas que forman el "Pan de Rana" Las algas filamentosas clorofitas forman también grandes colonias en forma de barba verde en aguas corrientes y acequias y las algas rodófitas (algas marrones-rojas y algas pincel), que son de color verde, verde muy oscuro, marrón oscuro y a veces negras, forman matas con forma de pincel o hierba, generalmente de unos pocos milímetros de largo. Forman también parte de este ecosistema numerosos freatofitos que sirven de refugio y alimento a fauna acuática y numerosas especies de plantas terrestres que están adaptadas a las prolongadas inmersiones periódicas estacionales del lugar, como algunos llantenes, ranunculos, mentas, berro de agua, pamplinas, apios (Apium nodiflorum), lirios (Iris latifolia, Iris pseudacorus), etc.
Las "partanchas", son el hábitat natural que se presenta en las planicies inundables o zonas con el agua estancada o corriente y la zona árida a lo largo del cauce del río y las zonas donde el nivel freático está a muy poca profundidad respecto de la superficie del suelo (criptohumedales); estas plantas, por lo general, poseen raíces muy profundas que llegan a alcanzar habitualmente el nivel freático. La profundidad del agua y su calidad y la competencia con las especies leñosas que les privan del sol, son los factores limitantes de las comunidades de los freatofitos: juncales, carrizales, cañaverales o pantanos con extensos mantos de Typhaceaes junto con Sparganiums que alojan en su interior numerosos insectos, y proporcionan cobijo a reptiles, batracios, aves lacustres y otras aves que emplean los restos de la inflorescencia para tapizar sus nidos. La cubierta vegetal de juncales está constituida por tres comunidades bien diferenciadas. El cañaveral en las zonas que menos se inundan, los carrizales en zonas con inundaciones variables y las espadañas en las zonas que más tiempo permanecen encharcadas. Las especies de junco propiamente dicho, aparecen aisladas.
Los "tamarizales", son una comunidad muy representativa y tienen un papel importante en la llanura de inundación y las zonas salinas. Forman comunidades con Glycyrrhiza glabra (el regaliz de palo) y numerosas gramíneas silvestres de los géneros: Agrostis, Bromus, Cynodon, Dactylis, Eragrostis, Festuca, Lolium, Holcus, Phleum, Panicum, Paspalum, Poa, Trisetum, Vulpia... Su población se recupera muy bien en las graveras abandonadas y espacios degradados, una vez eliminado el pastoreo, constituyendo bosquetes y praderas donde otras asociaciones más complejas y exigentes como la alameda no logran instalarse. El tamariz es un árbol de crecimiento muy lento y los ejemplares viejos son escasos. Glycyrrhiza glabra fija nitrógeno en el suelo enriqueciéndolo. Los suelos salinos aunque estén empapados de agua son fisiológicamente secos para las plantas no especializadas, las plantas halófitas llegan a soportar concentraciones de sal del 10%, las lluvias pueden hacer que el agua varie su salinidad. Se pueden distinguir claramente las zonas que están casi continuamente inundadas, de las que lo están de forma más esporádica, por la vegetación existente en cada zona.
La "orla espinosa", es una comunidad formada por arbustos generalmente espinosos, Cornus sanguinea, Rosa micrantha, Rosa canina, Rosa pouzinii, Rosa corymbifera, Rosa sempervirens, Crataegus monogyna (majuelo), Prunus spinosa (endrino), serbal común, Prunus domestica var. syriaca (cascabeles) etc, y lianas como Rubus ulmifolius (zarza), Rubus fruticosus (zarzamora), Rubus caesius (zarza de bosque), vid, esparragueras (Asparagus maritimus, Asparagus acutifolius, Asparagus aphyllus, Asparagus horridus), Bryonia dioica (nueza blanca), Clematis vitalba (clemátides), Dioscorea communis (nueza negra o tamus), Solanum dulcamara, varias campanillas del género Calystegia, Ruscus aculeatus (rusco), Rubia peregrina, Lonicera japonica (madreselva japonesa) Lonicera periclymenum (madreselva de bosque), y las yedras Hedera iberica y Hedera helix.
Ecológicamente su papel es muy activo, además de ser una fase de recuperación del bosque maduro, la mayoría de los frutos que sirven de alimento en invierno son de estas especies y en la época de cría es el lugar donde se construyen sus nidos los roedores y las aves pequeñas, camuflados en la maraña espinosa. Los abundantes setos y matas compactas les permiten ocultarse y esquivar a predadores como la urraca o el cernícalo, capaces de cazar al vuelo en característicos lanzamientos a especies como currucas, reyezuelos y chochines en zonas despejadas. Plantas jóvenes de Crataegus monogyna son frecuentes ahora en el sotobosque de las áreas protegidas, pero la recuperación de la especie es muy reciente y se puede observar que no hay un solo ejemplar todavía aguas abajo desde el parque hasta el casco urbano.
El "monte", formado por matorrales esclerófilos de crecimiento muy muy lento, mediterráneos y submediterráneos se sitúa en la zona esteparia, al pie del escarpe, en el mismo y por encima de él, (piedemonte, páramo, yesos) se trata de una zona muy degradada por el sobrepastoreo y la corta de matorral para leña o fabricar carbón vegetal en tiempos pasados y ocupada en la actualidad por romero, ferula, espino negro (Rhamnus), retama de monte, aliaga, aulaga, efedra, coscoja, escasos ejemplares de Satureja montana, Cistus albidus, enebros y sabinas casi desaparecidos (Juniperus communis, Juniperus oxycedrus, Juniperus phoenicea, Juniperus thurifera), varias especies de tomillos y similares (Thymus vulgaris, Thymus zygis, Thymus borgiae, Thymus izcoi, Teucrium capitatum, Atractylis humilis) y herbáceas como Adonis vernalis, Gypsophila struthium, Eruca vesicaria, oreja de liebre, osagra, albaidas (Anthyllis cytisoides, Anthyllis vulneraria), hinojos, sisallos (Salsola oppositifolia, sisallo, Salsola genistoides, capitana, Salsola iberica), asfodelos, alcanforera, artemisas (Artemisia herba-alba, Artemisia vulgaris, Artemisia campestris), matabueyes (Bupleurum fruticosum, Bupleurum semicompositum, Bupleurum spinosum), geranios, Parapholis incurva, esparraguera, Brachypodium distachyon, Dactylis glomerata, albardínes, esparto verdadero, esparteras (Stipa tenacissima, Stipa gigantea, Stipa parviflora, Stipa barbata, Stipa lagascae, Stipa pennata, Stipa capensis, Stipa offneri, Stipa caudata) Filago pyramidata, Desmazeria rigida, ontinas (Santolina chamaecyparissus, Santolina rosmarinifolia) linos, avena loca, lastones... una buena parte de las plantas pratenses son geófitos o efimerófitos: Sternbergia colchiciflora, Hornungia petraea, Krascheninnikovia ceratoides, Lepidium subulatum, Calendula arvensis, Coris monspeliensis, en marzo los alhelíes en flor son llamativos (Matthiola lunata, Matthiola fruticulosa)... Se ha repoblado en el páramo con Pinus halepensis y es importante en el piedemonte un gran seto de cañaveral (Arundo), que ofrece cobijo a muchas especies de vertebrados y está siendo colonizado lentamente por especies de vegetación leñosa y de la "orla espinosa". El monte en las cercanías de Zaragoza capital es muy rico en sales (sales de calcio, sulfatos, cloruros). Esto hace que su cubierta árborea conste de menos especies que, por ejemplo, la comarca de Monegros. Muchas de las plantas están adaptadas a la abundancia en sales. Aunque hay vales relativamente húmedos y con excelentes tierras limosas, estos limos contienen sal y solo pueden ser colonizados por artemisas, tamarices, carrizos y árboles que toleran la sal como elaeagnus angustifolia.
El clima mediterráneo de verano seco y caluroso es fundamentalmente el resultado entre la influencia cálida y seca de los anticiclones subtropicales (Anticiclón de las Azores, Anticiclón del Sahara) y la corriente de aire polar ártico, responsable de las borrascas portadoras de lluvias que producen inviernos frescos y húmedos. Debido a la barrera montañosa frente a las masas húmedas en la depresión del Ebro el clima resultante es más seco que el mediterráneo típico y las precipitaciones en forma de lluvia y nieve están por debajo de los 400 milímetros anuales. Las escasas precipitaciones hacen que la niebla producida por el río en los meses invernales (especialmente en diciembre) sea muy importante para la vegetación de esclerofitos del monte. Las nieblas de los meses de diciembre y enero con su densa humedad se precipitan por la acción del relieve y de las propias hojas de este tipo de vegetación plumosa adaptada. En invierno, por un lado la función de esponja de la vegetación captando humedad y por otro la orografía del terreno producen condiciones micro climáticas más favorables. La orografía del terreno opuesta a la masa de aire más cálido y húmedo, obliga a aumentar la altitud de esa masa húmeda de aire, lo que la enfría y disminuye su punto de rocío y hace que se condense parte de su humedad, que se precipita en forma de niebla o lluvia y crea un hábitat especialmente hidrófilo, saturado de humedad en el ambiente y en el suelo junto a las plantas que rocía. Plantas como el pino, la sabina, el enebro, el espino negro, el tamariz, los sisallos, la aliaga, la efedra, el romero, la retama negra, los albardines y el esparto atrapan la humedad del aire y la precipitan gota a gota como un riego suplementario, que se ve más favorecido en la cara norte de las colinas o en los fondos de las gargantas por su más baja temperatura al recibir menos calor del sol.
Las especies más interesantes desde el punto de vista botánico, dada su escasez en el Valle medio del Ebro son: Alisma lanceolatum, Cephalanthera damasonium, Cucubalus baccifer, Dorycnium rectum, Iris foetidissima, Iris spuria, Lithospermum officinale, Lysimachia vulgaris (población aislada relicta del antiguo soto), Rhagadiolus edulis, Rosa sempervirens, Trifolium obscurum, Vulpia muralis.

### Fauna

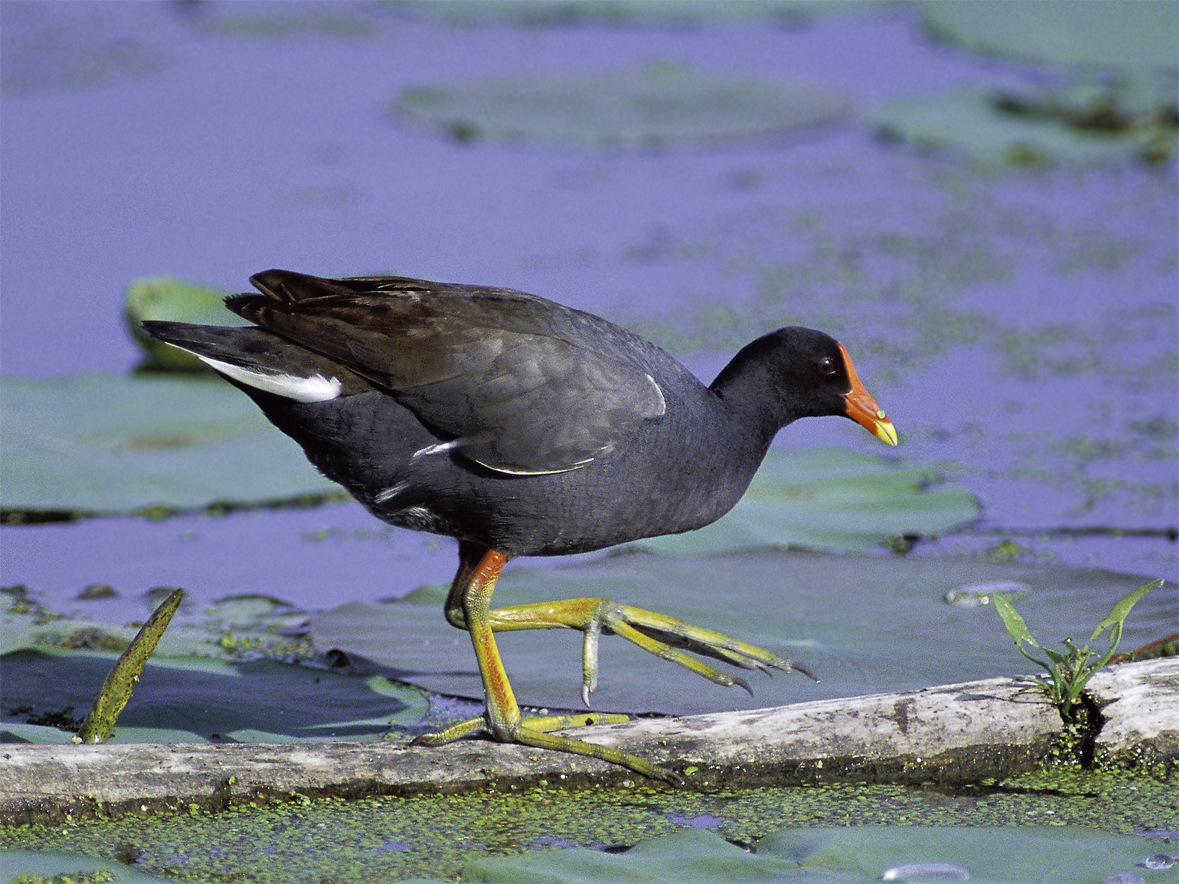
Adulto de Gallinula chloropus que habita y se reproduce en ambientes de marisma, y en lagos con abundante vegetación.

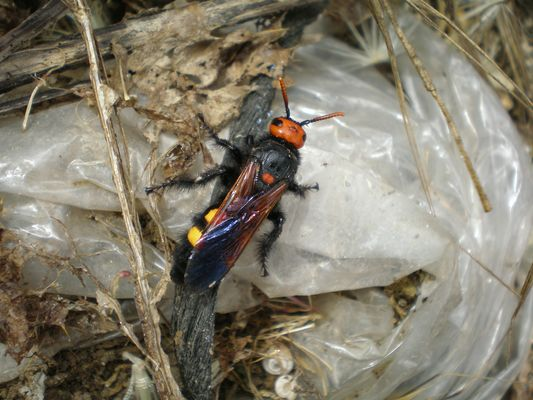
La Megascolia bidens es una avispa gigante solitaria muy escasa que solo se encuentra donde hay larvas de escarabajo rinoceronte.

Se han inventariado más de 5000 especies de animales invertebrados, de las cuales más de doscientas son exclusivamente endémicas. Siendo comunes mariposas como Zerynthia rumina, Chazara prieuri, limonera, punta anaranjada marroquí, Coscinia romeii, por citar algunas aunque hay más de cincuenta especies distintas de mariposas diurnas siendo bastante mayor la cantidad de especies de mariposas nocturnas, también está presentes las escasisimas luciérnagas que no se encuentran en áreas contaminadas por fitosanitarios, arácnidos como escorpión, viuda negra mediterránea, la tarántula y, al menos, una especie muy rara en Europa de Solifugae denominada araña camello, con algunos ejemplares de gran tamaño. En los arroyos salobres con agua estacional se encuentran varias especies endémicas.
Milpies, glomeridos, cochinillas, polidesmos, escolopendras, caracoles, babosas, hormigas y lombrices son los invertebrados más abundantes y visibles en la estepa, pero la biodiversidad es sorprendente y el número de especies de invertebrados terrestres e invertebrados acuáticos de lagunas y lagunas salinas, almejas de río, hidras de agua dulce, caracoles acuáticos, odonatos, ditíscidos, etc. es extraordinario. El número de especies de crustáceos de muy pequeño tamaño es muy alto, con algunas especies muy llamativas: camarones de agua dulce, gamaros, y branquiopodos, destacando los notostráceos y anostráceos como artemia salina propios de las saladas. Esta diferencia entre charcas o pozas dulces y saladas da como resultado una mayor biodiversidad y la exclusión de muchos depredadores, por ejemplo los anfibios no pueden criar en agua salina y los invertebrados especializados unos son exclusivamente de agua dulce y otros exclusivamente de agua salina, como las artemias, o las típulas. Aparte de estas especies inofensivas con apariencia de grandes mosquitos, las especies de mosquitos son abundantes. Las especies autóctonas forman grandes poblaciones en verano y otoño por lo cual el galacho es menos frecuentado en esas estaciones. No obstante, a estas especies se han sumado otras de mosquito foráneas, generalmente asiáticas, con distintas ecologías que cubren la mayor parte del año. La más famosa es el mosquito tigre. También están presentes la mosca negra, los tábanos y varias especies de mosca picadoras o de estiércol (Hippoboscoidea) y reznos (Oestridae) asociados al ganado.
En el área hay muchas especies distintas de himenópteros propios de la flora aromática mediterránea, especialmente abejas solitarias, ya que la contaminación por pesticidas es baja y migran desde la zona militar escasamente contaminada. La gran mayoría pertenecen a la familia Pompilidae, pero avispas de los grupos sociales Vespidae y Polistinae, abejas terreras Colletidae, Andrenidae y abejorros del género Bombus son poblaciones estables del parque. La subfamilia Vespinae, y su género Vespula hacen sus nidos subterráneos en el suelo, a veces de gran tamaño, que son depredados por tejones y jabalíes. Las Dolichovespula los hacen en ramas de árboles. El género Vespa y varias especies de abeja como Xylocopa (la especie de abeja de mayor tamaño de Europa) tiende a hacerlos en los huecos de troncos de árboles, producidos por los pájaros carpinteros en chopos y álamos. En verano se puede encontrar a la avispa hormiga, del grupo Mutillidae.
Varias especies como la culebra de agua, el cuco, el sapo partero (Alytes obstetricans), las lechuzas, y las aves zancudas son muy llamativas. No obstante, es más fácil escuchar o apreciar sus rastros (huellas, plumas, excrementos...) que verlas directamente.
Merecen especial atención las especies invasoras como el alburno (Alburnus alburnus) o el cangrejo de río americano Procambarus clarkii que han sido introducidas de forma artificial en el ecosistema y que plantean numerosos problemas, originando en muchos casos la extinción de especies autóctonas. Por ejemplo, la introducción del siluro ha provocado la total desaparición del pez fraile, la madrilla y el barbo que eran especies abundantes. Hasta aproximadamente el año 2005 el barbo era la especie más común en el cauce medio del Ebro, produciendo su desaparición un cambio en la ecología del río en forma de un gran desarrollo en la cantidad de vegetación acuática, sargazos y algas. Esta especie (siluro) y los también introducidos carpa, perca, black bass, pez gato y lucio, predan sobre las crías de aves acuáticas, ranas, culebras de agua, ratas de agua, etc, a lo cual se debe la escasa fauna acuática en las lagunas, en contraste con la abundancia en las masas de agua del parque metropolitano del agua, donde no existen estas amenazas. Las condiciones del Galacho no son adecuadas para patos, gallinas de agua, fochas y otras aves que están en número reducido ante los predadores acuáticos a los que se unen zorros y jabalíes. Entre las aves predadoras, además de búhos y milanos, son muy importantes las distintas especies de garzas, que tragan fácilmente los pollos de patos y otras aves acuáticas durante la temporada de cría.
La diversidad de especies en aves insectívoras y pájaros es la mayor del interior del Valle del Ebro con algunas poblaciones de cuco, torcecuello, pico picapinos, pito real, mirlo (Turdus merula), zorzal charlo, zorzal común, gorrión común, gorrión moruno, gorrión molinero, curruca mosquitera, curruca rabilarga, curruca cabecinegra, curruca capirotada, mito, pinzón común, agateador, verdecillo, verderón, pardillo, jilguero, reyezuelo, buitrón, papamoscas cerrojillo, papamoscas gris, carbonero común, herrerillo, ruiseñor común (Luscinia megarhynchos), petirrojo (Erithacus rubecula), chochín (Troglodytes troglodytes), el pájaro moscón (Remiz pendulinus), escribano soteño (Emberiza cirlus), ruiseñor bastardo, carricero común, mosquitero común, mosquitero musical, mosquitero papialbo, zarcero común, alondra, cogujada, calandria, oropéndola, tarabilla, roquero solitario, avión roquero, golondrina común, avión común, colirrojo tizón, collalba negra, collalba rubia, collalba gris, lavandera gris, lavandera boyera, bisbita común, mochuelo, autillo, lechuza, etc ligadas a los bosques de ribera, carrizales de las áreas salinas, los cortados, el chaparral y la estepa. En primavera y otoño son frecuentes avistamientos de especies raras divagantes, normalmente se trata de ejemplares solitarios de milano negro, cuervo, grajilla, graja, chovas, cuscute, gárrulo, carraca, focha común, pato cuchara, porrón europeo, andarríos, chorlitejo, chorlito, agachadiza, zarapito, correlimos, avoceta, faisán, torcaz, tórtola turca, grulla, avutarda, cigüeña, sisón, ortega, ganga, alcaraván, lechuza campestre, búho chico, búho real, buitre, águila calzada, gavilán, águila imperial, halcón peregrino, azor, alimoche, quebrantahuesos, somormujo, rascón, gaviota reidora, gaviota común, gaviota tridáctila, gaviota sombría, gaviota patiamarilla, Alcaudón común, alcaudón chico, avefría, estornino pinto, estornino negro y otras aves que descansan o se refugian durante sus migraciones o dispersiones.

## Acuífero

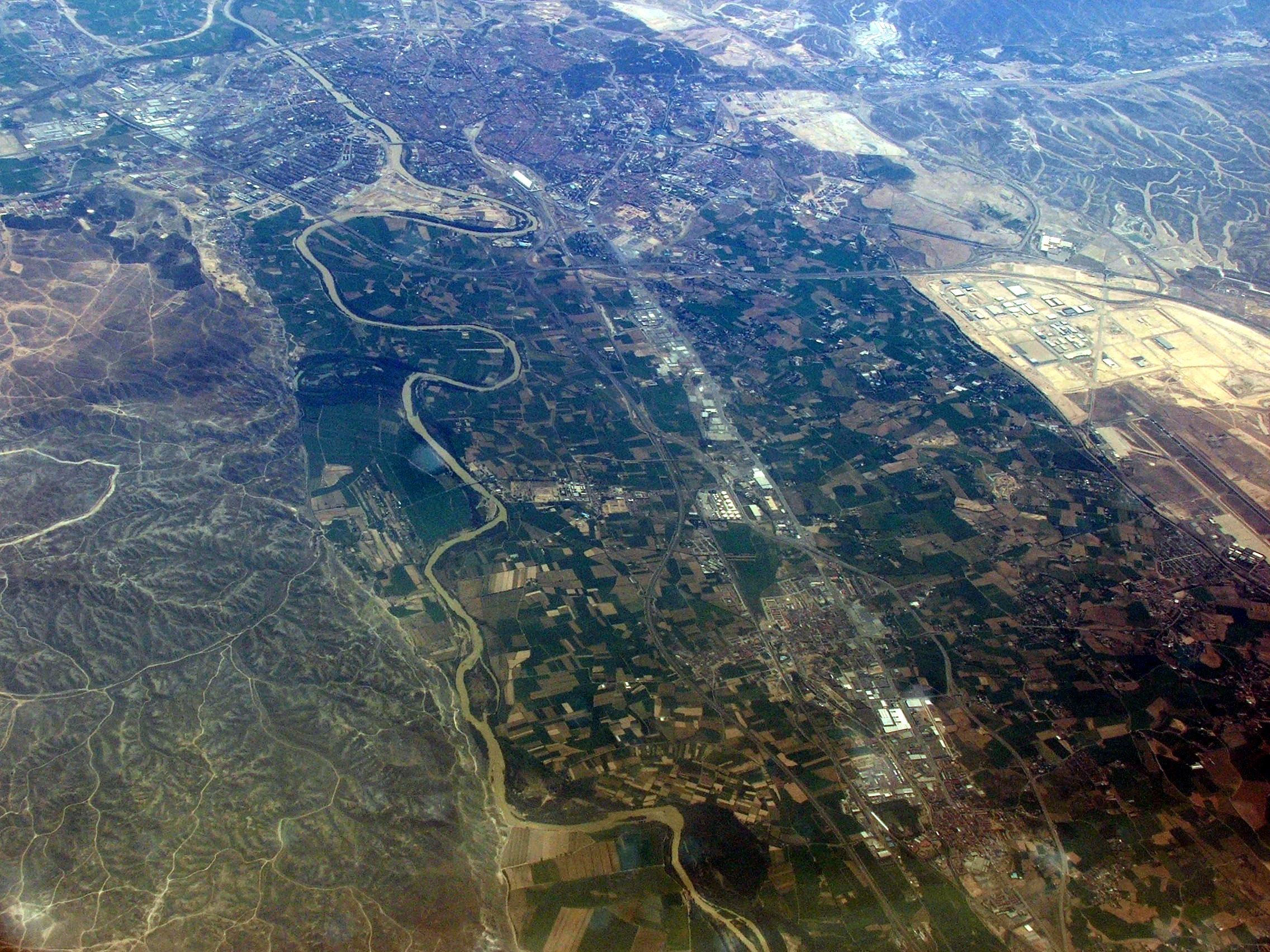
Foto aérea realizada desde el noroeste. El noroeste se sitúa en la parte de abajo de la foto y la ciudad de Zaragoza situada geográficamente al sureste del Galacho, está arriba en la foto. En el centro casi encima y a la izquierda de un meandro se aprecian las lagunas y la masa boscosa del Galacho. En el lado izquierdo de la foto se ve la zona seca esteparia norte, abarrancada.

El Galacho de Juslibol está situado sobre un acuífero fluvial del río Ebro que proporciona la humedad edáfica que crea las condiciones ecológicas para especies de clima oceánico que, en principio, no deberían hallarse en un clima estepario mediterráneo continentalizado y árido continental.
El volumen del agua subterránea es mucho más importante que la masa de agua retenida en las lagunas o en el tramo circulante.
La característica esencial del agua corriente es su movimiento y la intensidad de este movimiento desempeña un papel decisivo en la composición de la comunidad biológica que puebla el curso de agua, pero la distinción que se hace entre agua estancada (lenítica) y agua corriente (lótica) tiene un significado mucho más amplio que diferenciar entre la fauna y flora asociada a cada tipo de masa de agua.
El agua subterránea se encuentra ocupando los espacios entre materiales, poros, grietas e intersticios del suelo ya sea sustrato rocoso o sedimento sin consolidar, los cuales contienen el agua como una esponja. Además al situarse geomorfológicamente en un área kárstica, el agua subterránea llena cavidades y circula por galerías. Las rocas solubles calizas y los yesos, son susceptibles de sufrir el proceso llamado karstificación, en el cual el agua excava simas, cavernas y otras vías de circulación. La disolución de la roca calcárea por las aguas que se infiltran en las fisuras de las rocas provoca la formación de depresiones circulares denominadas dolinas. Estas dolinas frecuentemente están secas pero pueden dar lugar a lagunas e incluso lagos. Las lagunas del galacho al presente son de origen antrópico, pero pueden verse socavones que podrían transformarse en nuevas lagunas. Al fenómeno kárstico se deben los desprendimientos de rocas, que pueden producir grandes desplomes.

Animación que muestra el llenado de unos vasos comunicantes

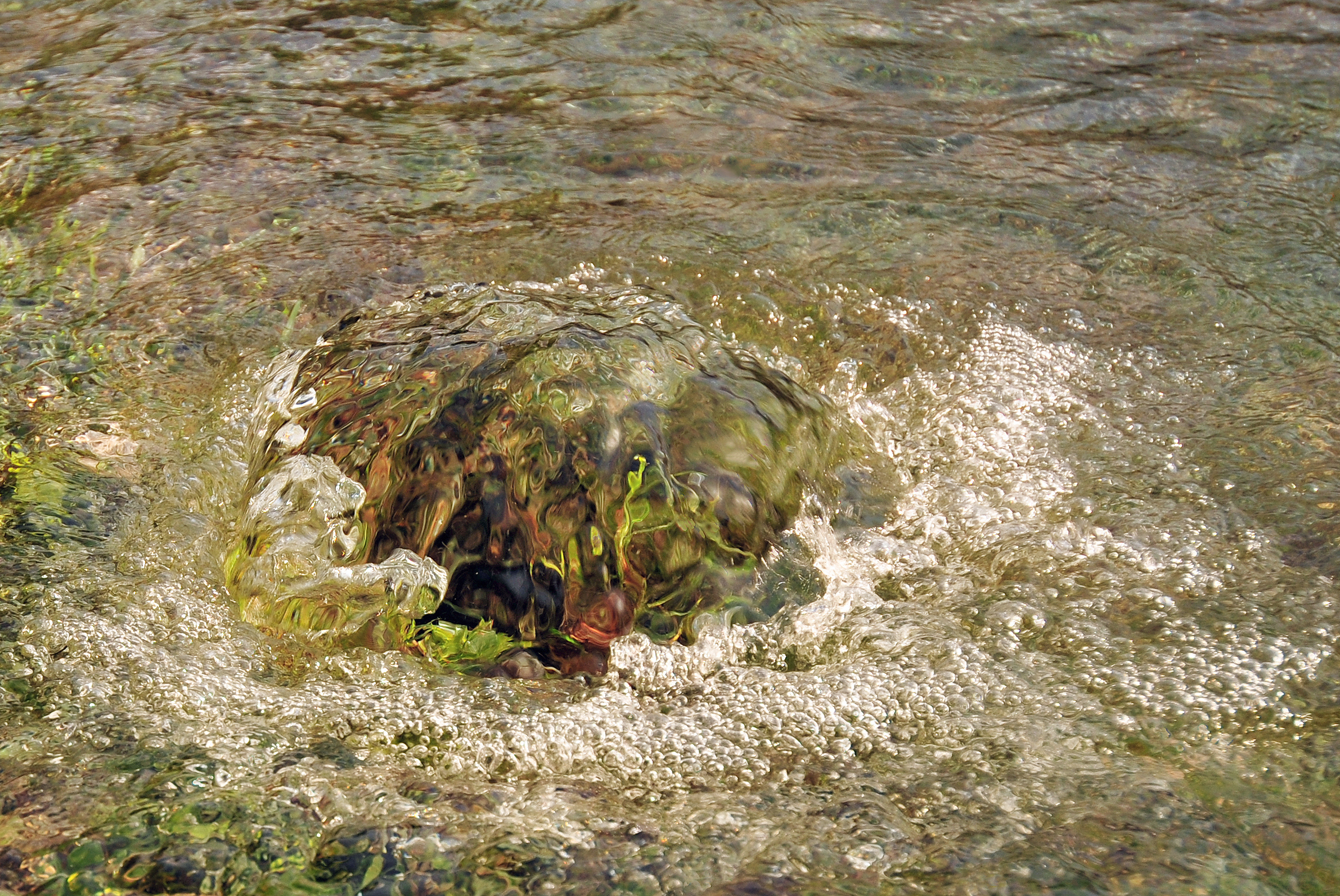
En la foto agua manando a borbotones de una surgencia artesiana en el terreno.

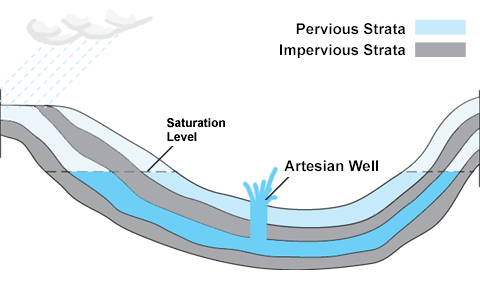
Manantial artesiano.

El aporte de agua procedente de las precipitaciones en forma de lluvia o nieve no es significativa directamente por su volumen, aunque si lo es por los aportes de tierra y piedra en caso de lluvias torrenciales en la plana de Zaragoza. Ecológicamente esta precipitación aunque escasa, es muy importante al formar charcas temporales que sirven para albergar las puestas de anfibios o poblaciones de crustáceos especializados. Mientras que el agua del acuífero del Ebro es completamente dulce, la procedente de la Plana es salina en algunas áreas o estaciones (aguas viejas), lo que crea ecosistemas de diferentes tipos para fauna y flora especializada. Las aguas salinas confluyen en mayor cantidad del Barranco de los Lecheros y del Barranco de Miranda al pie del Castillo de Miranda. Las aguas del Barranco de los Lecheros pasando Alfocea suelen estar contaminadas por estiércol y purines por lo cual no contiene fauna animal invertebrada. El azud evita que contamine la laguna del cortado.
El agua del suelo se renueva por procesos activos de recarga del acuífero desde la superficie. Esta renovación se produce en todos los depósitos superficiales y presenta formas muy variadas e incluso mixtas: acuíferos que forman surgencias (ojos), acuíferos asociados a lagos, lagunas, rebose en superficie de aguas subterráneas, acuíferos fluviales en cursos de agua, tablas fluviales, etc. El fenómeno más famoso en España de surgencia por fisuras múltiples en la roca subterránea, que hace que el agua pueda circular son los Ojos del Guadiana.
El Galacho de Juslibol pertenece al mismo acuífero fluvial y forma parte del conjunto de surgencias de aguas del Ebro que formó las balsas de Larralde, del Ojo del Cura, y del Ojo del Fraile que actualmente se pueden visitar en los alrededores y que también están en proceso de restauración. Esas lagunas son restos supervivientes de un antiguo conjunto de lagunas (como las desaparecidas "balsas de Ebro viejo") dispersas entre los núcleos de población de la provincia y que fueron soterradas. Fueron originadas por el acuífero fluvial que hace que el agua circule por el terreno, emergiendo donde el suelo queda por debajo de su nivel freático. Las balsas son formadas por el hundimiento del terreno debido a que los yesos del subsuelo se disuelven por las aguas subterráneas y acaban desplomándose formando simas o dolinas que cuando aflora agua se les llama popularmente "Ojos".
El tiempo de residencia del agua en el parque, el periodo necesario para renovar por completo el depósito de agua a su tasa de renovación normal, es corto, alrededor de 3 meses, pero la renovación puede interrumpirse por circunstancias climáticas sobrevenidas de aridez.
Los acuíferos fluviales como el del galacho de Juslibol, retienen el agua en épocas de crecida y las aportan de nuevo al cauce del río cuando el nivel de las aguas desciende, en las aguas bajas. Las Tablas fluviales se forman al desbordarse los ríos en sus tramos medios, este fenómeno se produce algunos años en el parque. El ecosistema de este tipo más famoso en España dio origen al Parque nacional de las Tablas de Daimiel.
Otros antiguos meandros cercanos abandonados por el cambio del cauce están aguas arriba en Boquiñeni, el Galacho de los Fornazos, y aguas abajo en La Alfranca, La Cartuja Baja y El Burgo de Ebro, con los que se ha formado la reserva natural dirigida de los Sotos y Galachos del Ebro y los galachos que engloba son: el galacho de La Alfranca de Pastriz, el galacho de La Cartuja, el Galacho del Burgo de Ebro.
En el pasado, generalmente las poblaciones locales respetaban el espacio de los cauces ocupados por las avenidas de ríos y barrancos, evitando la obturación de los mismos y por ello la inundación de sus centros poblados. Esta situación cambió en el siglo XX y grandes zonas fueron rellenadas con capas de tierra de espesor variado a propósito para evitar el anegamiento, lo que no hizo más que trasladar los cauces.

El estudio de los diques naturales que son muy frecuentes en los ríos de llanura con cauce divagante y de muy escasa pendiente como este tramo medio del Ebro, constituye un concepto esencial en los trabajos de mantenimiento que deben realizarse en las cuencas hidrográficas, sobre todo, en las llanuras fluviales que son más vulnerables a las inundaciones. La amplia cartografía actual permite conocer cuales son las zonas de riesgo de inundación. La reforestación de amplias zonas en la cuenca alta y media de los ríos, el cauce en forma de meandros y los embalses de las cabeceras de los ríos contribuyen a minimizar el efecto de las fuertes lluvias y de la posterior crecida propia de los ríos mediterráneos. No obstante quedan zonas de riesgo debido básicamente a que en caso de crecidas, por la propiedad de los vasos comunicantes que rige la presión hidrostática de los acuíferos, el agua cautiva mana con presión por detrás de las motas ya sea desde el alcantarillado o directamente del suelo en forma de manantiales artesianos. Las "motas" paralelas al cauce en el tramo medio del Ebro con el paso de los años dan lugar a la elevación del cauce, por la menor velocidad de las aguas por la escasa pendiente, que ocasiona que los sedimentos arrastrados por el río se vayan depositando en los lugares donde esa velocidad es menor, es decir, en el fondo del cauce y en las orillas del mismo (Véase Dinámica fluvial).